# Bridgerton (serie de novelas)

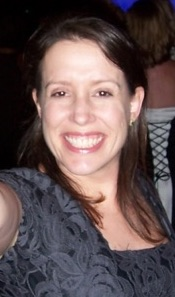
Foto de la autora Julia Quinn en 2016

Bridgerton es una serie de ocho novelas románticas ambientadas en la época de Regencia escritas por Julia Quinn.   Publicada entre 2000 y 2006, sigue a los ocho hermanos y hermanas de la noble familia Bridgerton mientras se adentran en la alta sociedad londinense en busca de amor, aventuras y felicidad.
Las novelas han sido adaptadas por Shondaland a una serie de televisiva titulada Bridgerton que se estrenó en 2020 en Netflix.

## Sinopsis
Ambientada entre 1813 y 1827, cada novela presenta a uno de los ocho hijos del difunto vizconde Bridgerton y su viuda Violet: Anthony, que es el actual vizconde Bridgerton, Benedict, Colin, Daphne, Eloise, Francesca, Gregory y Hyacinth. La familia Bridgerton forma parte de la nobleza británica y es un clan muy respetado, inmensamente cariñoso y unido, favorecido entre la alta sociedad.

«Los Bridgerton son, con diferencia, la familia más prolífica de la alta sociedad. La laboriosidad de la vizcondesa y del difunto vizconde es digna de elogio, aunque en la elección de los nombres de sus hijos solo se puede encontrar banalidad. Anthony, Benedict, Colin, Daphne, Eloise, Francesca, Gregory y Hyacinth... El orden es, por supuesto, beneficioso en todas las cosas, pero uno podría pensar que los padres inteligentes serían capaces de mantener a sus hijos en orden sin necesidad de ordenar alfabéticamente sus nombres».

## Historial de publicación
| Títulos en inglés 1. The Duke and I (2000, La historia de Daphne) 2. The Viscount Who Loved Me (2000, La historia de Anthony) 3. An Offer from a Gentleman (2001, La historia de Benedict) 4. Romancing Mister Bridgerton (2002, La historia de Colin) 5. To Sir Phillip, With Love (2003, La historia de Eloise) 6. When He Was Wicked (2004, La historia de Francesca) 7. It's In His Kiss (2005, La historia de Hyacinth) 8. On the Way to the Wedding (2006, La historia de Gregory) | Títulos en español 1. El duque y yo 2. El vizconde que me amó 3. Te doy mi corazón 4. Seduciendo a Mr. Bridgerton 5. A Sir Phillip, con amor 6. El corazón de una Bridgerton 7. Por un beso 8. Buscando esposa |

## Recepción

### Crítica
People clasificó a El vizconde que me amó, un favorito perenne de los fanáticos, como el mejor libro de la serie Bridgerton por su tropo de enemigos a amantes "lleno de bromas y química" con desarrollo de personajes para la pareja central, "tanto como pareja como por su cuenta".
El duque y yo fue criticada por incluir sexo no consentido entre Simon y Daphne, lo que equivalía a una violación conyugal. Los críticos señalaron que no reconocía las dificultades de las víctimas masculinas de violación, especialmente porque Simon quedó traumatizado después del suceso.
De camino a la boda ganó el premio RITA de Romance Writers of America en 2007. En 2002, A Sir Phillip, con amor fue nombrada una de las seis mejores novelas originales de mercado masivo del año por Publishers Weekly.

### Ventas
Las novelas, que tuvieron una buena acogida cuando se publicaron por primera vez, experimentaron un aumento en las ventas de libros cuando la serie de Netflix Bridgerton estrenó su primera temporada en diciembre de 2020, y nuevamente, para su segunda temporada en marzo de 2022. Varios títulos de la serie han estado en la lista de los más vendidos del New York Times, incluso en varias semanas en el puesto número 1 con El duque y yo y El vizconde que me amó.

## Adaptaciones
La serie de libros ha sido adaptada por Shondaland, para Netflix, en una serie de televisión titulada Bridgerton que se estrenó en la plataforma en 2020. Sigue el formato de las novelas, y cada temporada se centra en un hermano Bridgerton diferente y su búsqueda del matrimonio.